# Johann Theodor Pyl
Johann Theodor Pyl (* 16. November 1749 in Barth; † 27. Dezember 1794 in Berlin; auch Joannes Theodorus Pyl) war ein deutscher Arzt und Rechtsmediziner.

## Leben
Johann Theodor Pyl war der Sohn des Barther Arztes Theodor Pyl (1718–1759) und Großneffe des Pädagogen Christoph Pyl. Nach dem frühen Tod des Vaters wurde der Theologe Johann Joachim Spalding sein Vormund. Ab 1765 besuchte Pyl das Sundische Gymnasium in Stralsund, dessen Rektor zu dieser Zeit Christoph Andreas Büttner war. Im Jahr 1768 nahm er an der Universität Greifswald ein Medizinstudium auf, widmete sich aber auch den philosophischen Wissenschaften. In dieser Zeit forschte er gemeinsam mit dem befreundeten Christian Ehrenfried Weigel.
Durch seinen Vormund Spalding veranlasst, ging er 1776 nach Berlin, wo er Kurse für Anatomie und praktische Medizin besuchte. 1777 erhielt er in Berlin seine Approbation als Arzt und promovierte 1778 in Greifswald zum Doktor der Medizin. Im selben Jahr ging er als Feldarzt der preußischen Armee nach Schlesien. Während des Bayerischen Erbfolgekrieges erwarb er sich das Vertrauen seiner Vorgesetzten und des Königs Friedrich II. Aus diesem Grund wurde er am 10. November 1779 durch den König zum Stadtphysikus von Berlin und Rat des Collegium medicum ernannt. Pyl führte die Gerichtsmedizin in Berlin zu einem ersten Höhepunkt.
1780 heiratete er Magdalena Louise Rebelt († 1784). Die umfangreiche naturwissenschaftliche Sammlung seines Schwiegervaters veranlasste ihn, sich naturwissenschaftlichen Studien zuzuwenden. Mit Konrad Friedrich Uden gab er ab 1782 – ab 1785 allein – die erste deutsche Zeitschrift für öffentliche Gesundheitspflege heraus. Er wurde Mitglied mehrerer gelehrter Gesellschaften (darunter seit 1790 etwa der Leopoldina) und 1787 Rat im „Collegium sanitas“. 1792 starb seine zweite Frau. Später wurde Pyl zum Obermedizinalrat ernannt. Er starb 1794.

## Schriften
Johann Theodor Pyl war Herausgeber und Verfasser mehrerer medizinischer Zeitschriften:
- Magazin für die gerichtliche Arzneykunde und medicinische Polizey. I–II, Stendal 1782–1784; zusammen mit Konrad Friedrich Uden
- Neues Magazin für die gerichtliche Arzneykunde und medicinische Polizey. I–II, Stendal 1785–1788
- Aufsätze und Beobachtungen aus der gerichtlichen Arzneywissenschaft. I–VIII, Mylius, Berlin 1783–1793
- Repertorium für die öffentliche und gerichtliche Arzneywissenschaft. I–III, Vieweg, Berlin 1789–1793

Aus dem Schwedischen übersetzte er Carl Peter Thunbergs Abhandlung über japanische Münzen.